# United Cinemas International
UCI (United Cinemas International) é uma marca de cinema, atualmente em operação na Alemanha, Itália, Portugal e Brasil, que pertence desde 2004 ao Grupo Odeon Cinemas, cujo proprietário é agora a AMC Theatres, com exceção da UCI Cinemas Brasil que é propriedade da National Amusements.

## No Brasil
A chegada da empresa no Brasil se deu em junho de 1996, sendo que seu primeiro complexo, detendo 10 salas e instalado no Estação Plaza Shopping da cidade de Curitiba, foi inaugurado em novembro de 1997. A segundo unidade, de 11 salas, foi aberta na cidade de Ribeirão Preto, em 20 de abril de 1998.
O ano de 1998 foi o da consolidação das joint ventures, com a abertura em 11 de julho do UCI Orient Shopping da Bahia, na cidade de Salvador, com 12 salas, numa parceria com a Orient Cinemas, o primeiro multiplex da região Nordeste. A cidade do Recife ganharia dois cinemas da parceria UCI/Kinoplex, formada com o Grupo Severiano Ribeiro: o primeiro  foi instalado no Shopping Recife, com 10 salas, em 17 de agosto daquele ano, e o segundo no Shopping Tacaruna, com 8 salas, no mês de setembro. Em novembro de 1999 a UCI Cinemas inaugurou o maior cinema do Brasil em número de salas - 18 no total, no shopping New York City Center, localizado na Barra da Tijuca, Rio de Janeiro, não tendo sido ultrapassado desde então. Em março de 2002, a empesa já havia gasto no país R$ 107 milhões, detendo nove complexos e 99 salas nas cidades de Curitiba, Recife, Rio de Janeiro, Ribeirão Preto, São Paulo e Salvador, havendo a intenção de investir mais R$ 60 milhões nos cinco anos seguintes.

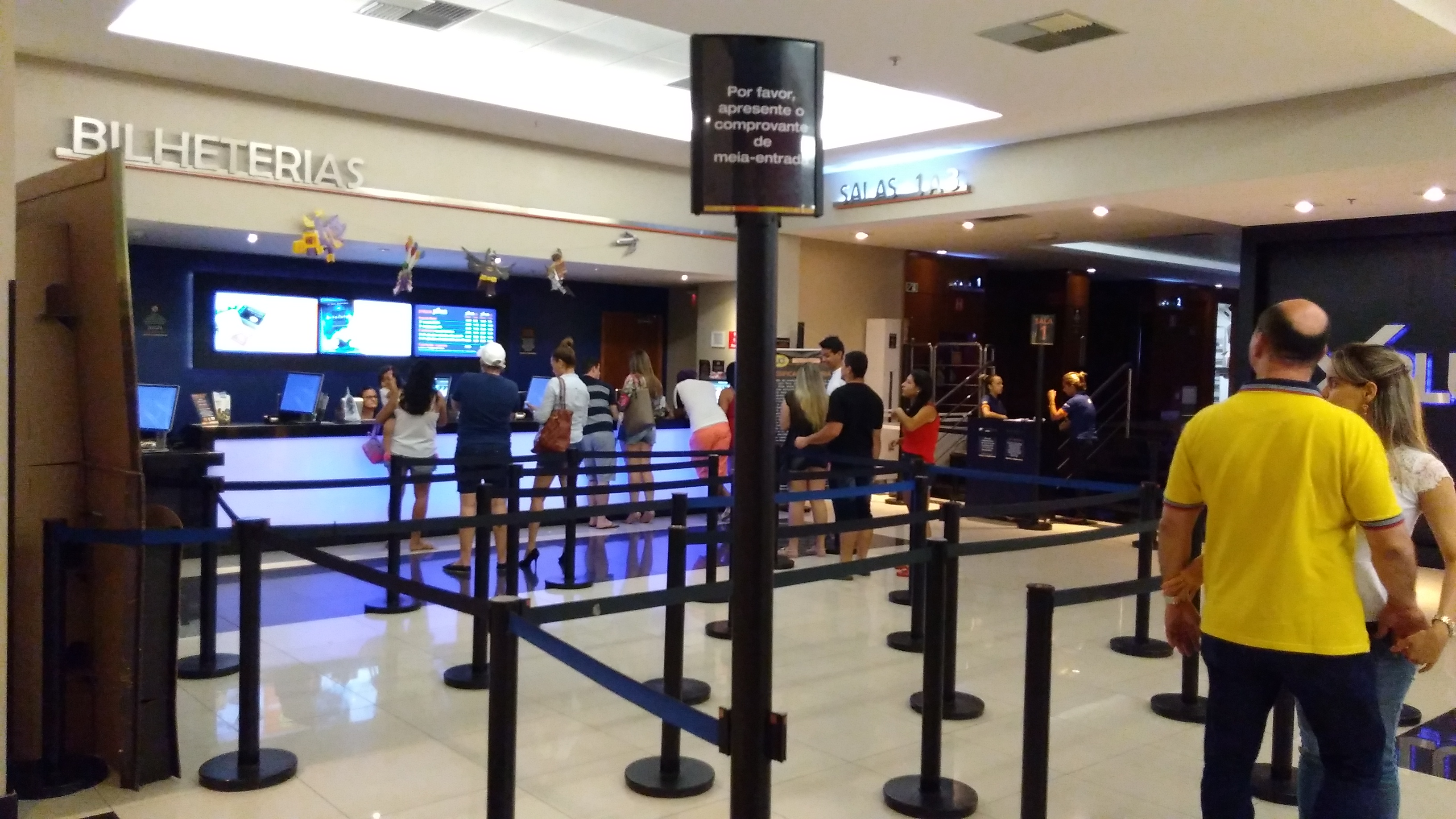
Bilheteria do UCI Cinemas Shopping Parangaba de Fortaleza, CE

Em novembro de 2005, a UCI Brasil foi adquirida pela empresa National Amusements (que também é dona da multinacional Paramount Global), uma gigante norte-americana no setor de entretenimento, fundada em 1936, que também é dona da rede de cinemas Showcase, em países como Estados Unidos, Inglaterra e Argentina.
Em julho de 2011 inaugurou a primeira sala IMAX no Brasil no complexo do New York City Center. Ainda no mesmo ano, foi a primeira cadeia de cinemas no Brasil a adotar a resolução 4K, seguida pela Cinépolis.
Entre os dias 20 e 27 de outubro de 2021, a UCI e a Cinépolis aderiram em todo o Brasil a iniciativa "Cinema é 10" criada pela Abraplex (Associação Brasileira das Empresas Exibidoras Cinematográficas Operadoras de Multiplex) feita com apoio da Abrasce (Associação Brasileira de Shopping Centers) que permitem que tais redes tenham ingressos no valor de dez reais para incentivar o retorno do público ao cinemas.
No mês de novembro de 2021, a UCI criou a "Segunda Mania", que permite que os clientes de São Paulo paguem meia-entrada nas segundas-feiras.

## Ligações Externas
- «Sítio oficial»
- Página da UCI em Portugal
- Página da matriz norte-americana